# Музеї Херсонської області

## Херсон
| Назва                                               | Місцезнаходження         | Короткий опис | Зображення |
| --------------------------------------------------- | ------------------------ | --- | ---------- |
| Херсонський краєзнавчий музей                       | вул. Ленiна, 9           | Найбільше зібрання матеріалів, свідчень і предметів з історії та культури Херсонщини. У фондах Музею понад 173 000 експонатів (в експозиції — 10 000). |            |
| Природничий музей                                   | вул. Горького, 5         | Відділ Херсонського краєзнавчого музею |            |
| Літературний музей «Літературна Херсонщина»         | вул. Горького, 1         | Відділ Херсонського краєзнавчого музею, заснований у 1991 році.                                                                                        |            |
| Херсонський художній музей імені Олексія Шовкуненка | вул. Леніна, 54          | Художній музей. Колекція музею нараховує понад 10000 експонатів.                                                                                       |            |
| Музей історії Херсонського політехнічного коледжу   | вул. 40 років Жовтня, 23 | Заснований у 1974. |            |
| Музей історії споживчої кооперації                  | вул. Ушакова, 60         | Заснований у 1975. |            |
| Музей історії Товариства Червоного Хреста           | вул. Московська, 30      | Заснований у 1985. |            |
| Музей історії народної освіти                       | вул. Покришева, 41       | Заснований у 1991. |            |
| Музей історії Херсонського аграрного університету   | вул. . Люксембург, 23    | Заснований у 1960. |            |
| Музей історії Херсонського морського коледжу        | вул. Ушакова, 14         | Заснований у 1973. |            |
| Музей історії Херсонського медичного училища        | вул. Перекопська, 164а   | Заснований у 1987. |            |
| Музей історії Херсонського комбайнобудівного заводу | вул. Тираспільська, 1    | Заснований у 1969. |            |
| Музей історії Херсонського судноремонтного заводу   | Карантинний острів       | Заснований у 1969. |            |
| Музей бойової слави Дунайської військової флотилії  | Островське шосе, 1       | Заснований у 1994. |            |

## Бериславський район
| Назва                                                              | Місцезнаходження                     | Короткий опис                           | Зображення |
| ------------------------------------------------------------------ | ------------------------------------ | --------------------------------------- | ---------- |
| Бериславський історичний музей                                     | м. Берислав, вул. Р. Люксембург, 2   | Відділ Херсонського краєзнавчого музею. |            |
| Музей історії Бериславського машинобудівного заводу                | м. Берислав, вул. 25 років Жовтня, 2 | Заснований у 1967.                      |            |
| Музей історії селища Козацьке та меморіальний музей З. П. Видріган | смт Козацьке, вул. Шевченка, 29      | Заснований у 1989.                      |            |
| Музей виноградарства                                               | с. Веселе                            | Заснований у 1983.                      |            |
| Музей історії с. Червоний Маяк                                     | с. Червоний Маяк                     | Заснований у 1990.                      |            |

## Білозерський район
| Назва                          | Місцезнаходження | Короткий опис      | Зображення |
| ------------------------------ | ---------------- | ------------------ | ---------- |
| Музей історії КСП імені Кірова | с. Чорнобаївка   | Заснований у 1973. |            |

## Великолепетиський район
| Назва                                            | Місцезнаходження                   | Короткий опис      | Зображення |
| ------------------------------------------------ | ---------------------------------- | ------------------ | ---------- |
| Народний музей історії Великолепетиського району | смт Велика Лепетиха, вул. Щорса, 5 | Заснований у 1975. |            |
| Народний музей історії с. Князе-Григорівка       | с. Князе-Григорівка                | Заснований у 1987. |            |
| Народний музей історії с. Рубанівка              | с. Рубанівка                       | Заснований у 1967. |            |
| Народний краєзнавчий музей                       | с. Мала Лепетиха                   | Заснований у 1992. |            |

## Великоолександрівський район
| Назва                                                 | Місцезнаходження                           | Короткий опис      | Зображення |
| ----------------------------------------------------- | ------------------------------------------ | ------------------ | ---------- |
| Народний музей історії Великоолександрівського району | смт Велика Олександрівка, вул. Леніна, 146 | Заснований у 1978. |            |
| Музей історії с. Чкалове                              | с. Чкалове                                 | Заснований у 1980. |            |
| Музей історії с. Трифонівка                           | с. Трифонівка                              | Заснований у 1989. |            |

## Верхньорогачицький район
| Назва                                             | Місцезнаходження                     | Короткий опис      | Зображення |
| ------------------------------------------------- | ------------------------------------ | ------------------ | ---------- |
| Народний музей історії Верхньорогачицького району | смт Верхній Рогачик, вул. Леніна, 26 | Заснований у 1989. |            |
| Музей історії с. Михайлівка                       | с. Михайлівка                        | Заснований у 1979. |            |

## Високопільський район
| Назва                                 | Місцезнаходження                   | Короткий опис      | Зображення |
| ------------------------------------- | ---------------------------------- | ------------------ | ---------- |
| Музей історії Високопільського району | смт Високопілля, вул. Гагаріна, 12 | Заснований у 1979. |            |

## Генічеський район
| Назва                         | Місцезнаходження                   | Короткий опис | Зображення |
| ----------------------------- | ---------------------------------- | ------------- | ---------- |
| Генічеський краєзнавчий музей | м. Генічеськ, вул. Петровського, 1 |               |            |

## Гола Пристань
| Назва                                                        | Місцезнаходження                     | Короткий опис      | Зображення |
| ------------------------------------------------------------ | ------------------------------------ | ------------------ | ---------- |
| Музей Героя Радянського Союзу генерал-майора П. О. Покришева | м. Гола Пристань, вул. Покришева, 93 | Заснований у 1980. |            |

## Голопристанський район
| Назва                         | Місцезнаходження | Короткий опис      | Зображення |
| ----------------------------- | ---------------- | ------------------ | ---------- |
| Музей історії с. Чулаківка    | с. Чулаківка     | Заснований у 1982. |            |
| Музей історії с. Круглоозерка | с. Круглоозерка  | Заснований у 1992. |            |

## Горностаївський район
| Назва                                 | Місцезнаходження                  | Короткий опис      | Зображення |
| ------------------------------------- | --------------------------------- | ------------------ | ---------- |
| Музей історії Горностаївського району | смт Горностаївка, вул. Піщана, 16 | Заснований у 1977. |            |
| Музей історії с. Каїри                | с. Каїри                          | Заснований у 1977. |            |

## Каховка
| Назва                       | Місцезнаходження | Короткий опис                          | Зображення |
| --------------------------- | ---------------- | -------------------------------------- | ---------- |
| Каховський історичний музей | вул. Леніна, 18  | Філія Херсонського краєзнавчого музею. |            |

## Каховський район
| Назва                                     | Місцезнаходження    | Короткий опис      | Зображення |
| ----------------------------------------- | ------------------- | ------------------ | ---------- |
| Музей історії колгоспу імені Леніна       | с. Чорнянка         | Заснований у 1978. |            |
| Народний музей історії с. Мала Каховка    | с. Мала Каховка     | Заснований у 1992. |            |
| Музей історії радгоспу «Червоний Перекоп» | с. Червоний Перекоп | Заснований у 1972. |            |

## Нова Каховка
| Назва                           | Місцезнаходження        | Короткий опис      | Зображення |
| ------------------------------- | ----------------------- | ------------------ | ---------- |
| Новокаховська картинна галерея  | вул. Леніна, 26         |                    |            |
| Музей історії радгоспу «Таврія» | вул. 60-річчя Жовтня, 8 | Заснований у 1973. |            |
| Будинок-музей А. П. Бахути      | вул. Шевченка, 7        | Заснований у 1992. |            |
| Музей історії м. Нова Каховка   | вул. Леніна, 22а        | Заснований у 1990. |            |

## Нововоронцовський район
| Назва                                            | Місцезнаходження                     | Короткий опис      | Зображення |
| ------------------------------------------------ | ------------------------------------ | ------------------ | ---------- |
| Народний музей історії Нововоронцовського району | смт Нововоронцовка, вул. Гагаріна, 7 | Заснований у 1963. |            |
| Музей історії с. Дудчани                         | с. Дудчани                           | Заснований у 1988. |            |

## Новотроїцький район
| Назва                               | Місцезнаходження      | Короткий опис      | Зображення |
| ----------------------------------- | --------------------- | ------------------ | ---------- |
| Музей історії с. Громівка           | с. Громівка           | Заснований у 1988. |            |
| Музей історії с. Одрадівка          | с. Одрадівка          | Заснований у 1990. |            |
| Музей історії с. Володимиро-Іллінка | с. Володимиро-Іллінка | Заснований у 1994. |            |

## Скадовський район
| Назва                                           | Місцезнаходження                 | Короткий опис                                    | Зображення |
| ----------------------------------------------- | -------------------------------- | ------------------------------------------------ | ---------- |
| Скадовський районний історико-краєзнавчий музей | м. Скадовськ, вул. Колгоспна, 2б | Заснований у 1976. З 2010 — у новому приміщенні. |            |
| Музей історії с. Новомиколаївка                 | с. Новомиколаївка                | Заснований у 1984.                               |            |

## Олешківський район
| Назва                                       | Місцезнаходження               | Короткий опис      | Зображення |
| ------------------------------------------- | ------------------------------ | ------------------ | ---------- |
| Олешківський історичний музей               | м. Олешки, вул. Крилова, 51    |                    |            |
| Музей історії 87-ї стрілецької дивізії      | м. Олешки, вул. Гвардійська, 3 | Заснований у 1973. |            |
| Музей історії с. Виноградове                | с. Виноградове                 | Заснований у 1978. |            |
| Літературно-меморіальний музей Остапа Вишні | с. Кринки                      | Заснований у 1989. |            |

## Чаплинський район
| Назва                                  | Місцезнаходження              | Короткий опис      | Зображення |
| -------------------------------------- | ----------------------------- | ------------------ | ---------- |
| Чаплинський районний краэзнавчий музей | смт Чаплинка, вул. Паркова, 9 | Заснований у 1980. |            |